# Coptosia schuberti
Coptosia schuberti là một loài bọ cánh cứng trong họ Cerambycidae.